# ミハイロフ (小惑星)
ミハイロフ (1910 Mikhailov) は、小惑星帯に位置する小惑星。エオス族と呼ばれる小惑星族に属する。
クリミア半島のクリミア天体物理天文台で、ソビエト連邦の天文学者リュドミーラ・ジュラヴリョーワによって発見された。同じくソビエト連邦の天文学者であったアレクサンドル・アレクサンドロヴィチ・ミハイロフにちなんで命名された。